# تشارلز شابمان (سياسي)
تشارلز شابمان (بالإنجليزية: Charles Chapman)‏ هو محامي وسياسي أمريكي، ولد في 21 يونيو 1799 في الولايات المتحدة، وتوفي في 7 أغسطس 1869. حزبياً، نشط في الحزب الديمقراطي وحزب اليمين. انتخب عضو مجلس نواب كونيتيكت وانتخب عضو مجلس النواب الأمريكي.